# Eidskog
Eidskog ist eine norwegische Kommune im Süden des Fylke Innlandet mit 6059 Einwohnern (Stand 1. Januar 2025). Der Sitz der Verwaltung ist in Skotterud.

## Söhne und Töchter des Ortes
- Erik Werenskiold (1855–1938), Maler und Illustrator
- Johan Trandem (1899–1996), Diskuswerfer und Kugelstoßer
- Konrad Hirsch (1900–1924), Fußball- und Bandyspieler

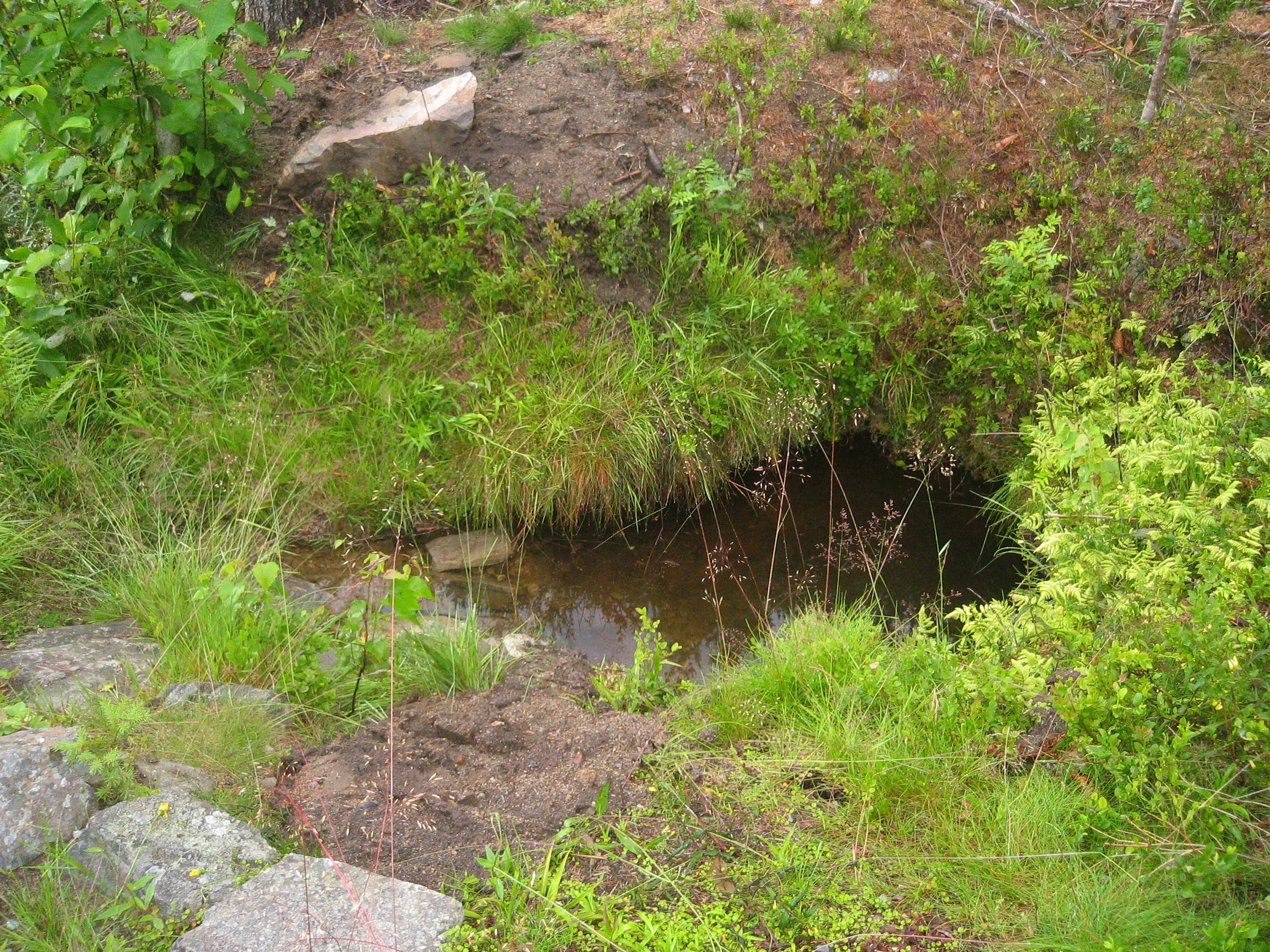
Olavsquelle

- Karin Andersen (* 1952), Politikerin (SV)
- Andreas Ulvo (* 1983), Jazzpianist